# Dolichopus pilatus
Dolichopus pilatus är en tvåvingeart som beskrevs av Van Duzee 1921. Dolichopus pilatus ingår i släktet Dolichopus och familjen styltflugor.
Artens utbredningsområde är Alberta. Inga underarter finns listade i Catalogue of Life.